# Rally Chile
Rally Chile är en deltävling i rally-VM.
Rally Chile kördes första gången år 2000 och ingår sedan 2019 i FIA:s rally-VM (WRC). Första tävlingen i WRC vanns av estländaren Ott Tänak. 
Tävlingen körs utanför staden Concepción i regionen Región del Biobío.

## Vinnare av Rally Chile
| År   | Vinnare                                   | Vinnare                                   | Bil                                       |
| ---- | ----------------------------------------- | ----------------------------------------- | ----------------------------------------- |
| 2019 | Ott Tänak                                 | Martin Järveoja                           | Toyota Yaris WRC                          |
| 2020 | Inställd på grund av protesterna i Chile. | Inställd på grund av protesterna i Chile. | Inställd på grund av protesterna i Chile. |
| 2021 | Inställd på grund av covid-19-pandemin.   | Inställd på grund av covid-19-pandemin.   | Inställd på grund av covid-19-pandemin.   |
| 2022 | Hölls inte                                | Hölls inte                                | Hölls inte                                |
| 2023 | Ott Tänak                                 | Martin Järveoja                           | Ford Puma Rally1                          |
| 2023 | Kalle Rovanperä                           | Jonne Halttunen                           | Toyota GR Yaris Rally1                    |